# Sarah Hammer
Sarah Kathryn Hammer (* 18. August 1983 in Redondo Beach) ist eine ehemalige US-amerikanische Radrennfahrerin. Sie wurde sieben Mal Weltmeisterin im Bahnradsport und gewann zwei Silbermedaillen bei Olympischen Spielen.

## Sportlerlaufbahn
Auf Initiative ihres Vaters Cliff, selbst begeisterter Radsportler, begann Sarah Hammer im Alter von acht Jahren mit dem Radsport. 1995 wurde sie erstmals US-amerikanische Meisterin in ihrer Altersklasse. 2001 wurde sie sowohl Zweite in der Einerverfolgung bei den Bahn-Weltmeisterschaften wie auch der US-amerikanischen Meisterschaften im Einzelzeitfahren auf der Straße, jeweils bei den Juniorinnen. 2003 trat sie vom aktiven Radsport zurück, da sie sich dem Leistungsdruck nicht gewachsen fühlte.
Durch die Berichte über die Olympischen Spiele 2004 in Athen fühlte sich Sarah Hammer erneut motiviert und kehrte zum Radsport zurück. 2005 gewann sie zwei US-amerikanische Titel und siegte bei mehreren Weltcuprennen. 2006 sowie 2007 wurde sie schließlich zweimal in Folge Weltmeisterin in der Einerverfolgung, 2008 zudem Zweite. 2010 konnte Sarah Hammer den Weltmeistertitel in dieser Disziplin zum dritten Mal erringen. Bei den Olympischen Spielen 2008 in Peking belegte sie den fünften Platz in der Einerverfolgung.
Bei den Olympischen Spielen 2012 in London errang Hammer gemeinsam mit Dotsie Bausch und Lauren Tamayo die Silbermedaille in der Mannschaftsverfolgung. 2013 wurde sie in Minsk erstmals Weltmeisterin im Omnium und zum fünften Mal in der Einerverfolgung. 2016 errang Hammer ihren siebten WM-Titel, gemeinsam mit Kelly Catlin, Chloe Dygert und Jennifer Valente ihren ersten in der Mannschaftsverfolgung. Sie errang 14 Medaillen bei Weltmeisterschaften, zwei olympische Silbermedaillen und wurde zweimal panamerikanische Meisterin.
2016 wurde Sarah Hammer für die Teilnahme an den Olympischen Spielen in Rio de Janeiro nominiert und gewann im Omnium die Silbermedaille. Im Jahr darauf wurde sie Vize-Weltmeisterin im Punktefahren. Im September 2017 gab sie ihren Rücktritt vom Leistungsradsport bekannt, um sich auf ihre Arbeit als Trainerin zu konzentrieren.

## Rekorde
Am 12. Mai 2010 stellte Sarah Hammer mit 3:22,269 Minuten in der Einerverfolgung über 3000 Meter bei den Panamerikanischen Radmeisterschaften im mexikanischen Aguascalientes einen neuen Weltrekord auf. Sie verbesserte die alte Bestmarke von Sarah Ulmer bei den Olympischen Spielen 2004 in Athen um fast zwei Sekunden. Hammer hielt bis dahin den US-amerikanischen Rekord in der Verfolgung, den sie zuletzt am 12. November 2009 beim Weltcup-Rennen in Cali auf 3:27,514 Minuten verbessert hatte.
Einen Tag später, am 13. Mai 2010, stellte Hammer gemeinsam mit ihren Teamkolleginnen Lauren Tamayo und Dotsie Bausch bei gleicher Gelegenheit mit 3:19,569 Minuten einen neuen Weltrekord in der Mannschaftsverfolgung auf. Damit waren die US-Amerikanerinnen fast zwei Sekunden schneller als der neuseeländische Dreier bei seinem Weltrekord während der Bahn-WM 2010 in Kopenhagen.

## Sonstiges
Sara Hammer initiierte die Einrichtung des „American Women's Track Cycling Fund“, mit dem junge Sportlerinnen unterstützt werden.

## Erfolge
2002
- Bahnrad-Weltcup in Sydney – Punktefahren

2005
- Bahnrad-Weltcup in Manchester – Punktefahren
- US-amerikanische Meisterin – Einerverfolgung, Punktefahren

2006
- Weltmeisterin – Einerverfolgung
- Bahnrad-Weltcup in Los Angeles – Scratch, Einerverfolgung
- US-amerikanische Meisterin – Einerverfolgung, Punktefahren, Scratch

2007
- Weltmeisterin – Einerverfolgung
- Bahnrad-Weltcup in Los Angeles – Scratch, Einerverfolgung, Punktefahren
- US-amerikanische Meisterin – Mannschaftsverfolgung (mit Dotsie Bausch und Jennie Reed)

2008
- Weltmeisterschaft – Einerverfolgung

2010
- Weltmeisterin – Einerverfolgung
- Bahnrad-Weltcup in Cali – Omnium

2011
- Weltmeisterin – Einerverfolgung
- Weltmeisterschaft – Omnium, Mannschaftsverfolgung (mit Dotsie Bausch und Jennie Reed)
- Bahnrad-Weltcup in Manchester – Omnium
- Bahnrad-Weltcup in Cali – Omnium
- US-amerikanische Meisterin – Einerverfolgung, Mannschaftsverfolgung (mit Dotsie Bausch und Jennie Reed)

2012
- Olympische Spiele – Omnium, Mannschaftsverfolgung (mit Dotsie Bausch und Lauren Tamayo)
- Weltmeisterschaft – Omnium
- Bahnrad-Weltcup in London – Omnium

2013
- Weltmeisterin – Einerverfolgung, Omnium
- Bahnrad-Weltcup in Aguascalientes – Omnium

2014
- Weltmeisterin – Omnium
- Weltmeisterschaft – Einerverfolgung
- Bahnrad-Weltcup in Los Angeles – Omnium

2015
- Panamerikameisterin – Omnium, Mannschaftsverfolgung (mit Kelly Catlin, Ruth Winder, Jennifer Valente)

2016
- Weltmeisterin – Mannschaftsverfolgung (mit Kelly Catlin, Chloe Dygert und Jennifer Valente)
- Weltmeisterschaft – Omnium

2017
- Weltmeisterschaft – Punktefahren

## Teams
- 2002 Diet Rite
- 2003 Team T-Mobile
- 2006 Ouch Pro Cycling
- 2016 Twenty 16